# Liefdespijl

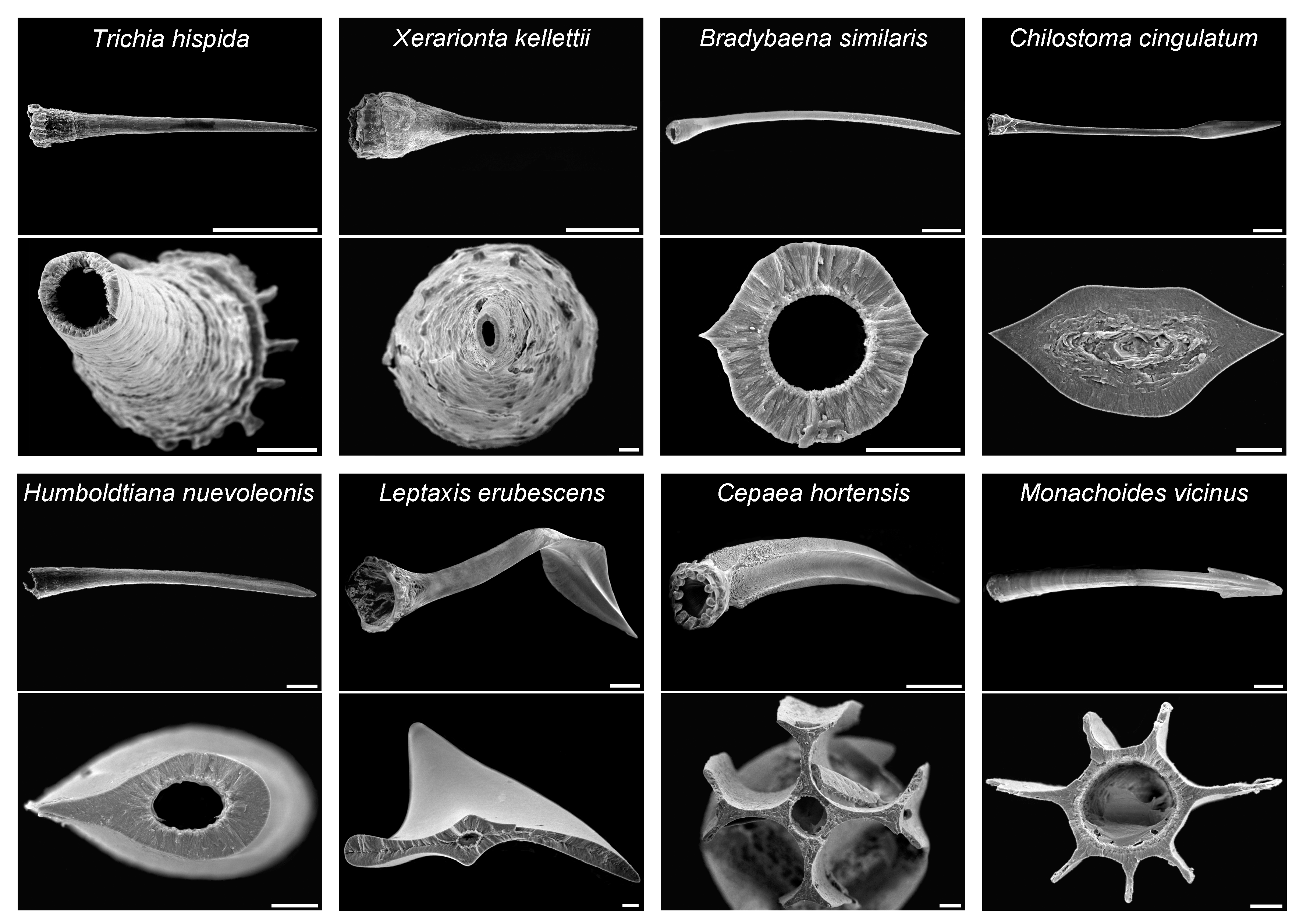
De liefdespijlen van diverse slakkensoorten door een Rasterelektronenmicroscoop

Een liefdespijl (ook bekend als een gypsobelum van het Griekse γύψος, "gips" en βέλος, "pijl") is een scherpe, meestal van kalk of chitine gemaakte pijl die enkele slakken creëren. Liefdespijlen worden gemaakt door seksueel volwassen dieren en worden gebruikt als onderdeel van het baltsritueel, vóór de daadwerkelijke paring plaatsvindt.
De pijlen zijn vrij groot in vergelijking met de grootte van het dier: bij het geslacht Parmarion van semislakken is de lengte van een pijl een vijfde van de lengte van de voet.
Vóór copulatie proberen de slakken een (of meer) pijlen in de andere slak te "schieten". Er is geen orgaan om de pijl te ontvangen, deze actie is meer analoog aan een steekpartij. De pijl vliegt niet door de lucht om zijn doel te bereiken, in plaats daarvan wordt hij afgevuurd als een
contactschot.
De liefdespijl is geen orgaan voor sperma-overdracht. De uitwisseling van sperma tussen beide slakken is een volledig afgezonderd gedeelte van de paring. Toch toont recent onderzoek aan dat het gebruik van de pijl een positieve invloed heeft op de reproductieve uitkomst voor de slak. Dit komt doordat slijm op de pijl een hormoonachtige stof bevat waardoor meer van de zaadcellen na paring
overleven.
Liefdespijlen hebben verschillende specifieke vormen en kunnen bij determinatie van de slakkensoorten worden gebruikt. Wat alle liefdespijlen gemeen hebben is hun harpoen-achtige of naaldachtige vorm en het vermogen om te doorboren.

## Oorsprong van de mythe van Eros' liefdespijl
In de Griekse mythologie schiet Eros (Cupido in de Romeinse variant) met liefdespijlen, en wie ermee getroffen wordt is op slag verliefd. Het is zeer wel mogelijk dat deze mythe geïnspireerd is op de liefdespijlen die door de slakken geschoten worden. Deze aanname is gebaseerd op de veronderstelling dat de Grieken waarschijnlijk van dit gedrag wisten, "omdat zij goede naturalisten en observanten waren."